# شريان تحت الترقوة
شريان تحت الترقوة (بالإنجليزية: Subclavian artery)‏ شريان ينشأ من قوس الأبهر والشريان العضدي الرأسي.
تقترن الشرايين تحت الترقوة مع الشرايين الرئيسية في القفص الصدري العلوي وتحت الترقوة (عظمة الترقوة). وتتلقى الشرايين تحت الترقوة الدم من قوس الأبهر. الشريان تحت الترقوة الأيسر يمد الذراع الأيسر بالدم، بينما الشريان تحت الترقوة الأيمن يمد الذراع الأيمن بالدم، مع وجود بعض الفروع لمدّ الرأس والقفص الصدري بالدم.
- على الجانب الأيسر من الجسم، ينشأ الشريان تحت الترقوة الأيسر من قوس الأبهر.
- على الجانب الأيمن من الجسم، ينشأ الشريان تحت الترقوة الأيمن من الشريان العضدي الرأسي القصير نسبيا والذي يتفرّع إلى الشريان تحت الترقوي والشريان السباتي الأصلي الأيمن.

الأفرع المعتادة لشرايين تحت الترقوة على كلا جانبيّ الجسم هي الشريان الفقري والشريان الصدري الداخلي، والجذع الدرقي الرقبي، والجذع الضلعي الرقبي والشريان الكتفي الظهراني. عند الحافة الجانبية للضلع الأول يُصبح الشريانُ تحت الترقوة بعدها: شرياناً إبطياً.

## البنيان
يمتد الشريان تحت الترقوة أفقيا، ويمر بين العضلة الأخمعية الأمامية  والعضلة الأخمعية المتوسطة  ، بحيث تكون العضلة الأخمعية الأماميةُ أمامَهُ، والعضلة الأخمعية المتوسطة خلفه. وهذا على النقيض من الوريد تحت الترقوة، الذي يمتد أمام العضلة الأخمعية الامامية. وبعد أن يعبر الشريان تحت الترقوي الحافة الجانبية للضلع الأول، يصبح اسمه الشريان الإبطيّ.
على الجانب الأيمن ينشأ الشريان تحت الترقوة من الشريان العضدي الرأسي خلف المفصل القصي الترقوي الأيمن. أما على الجانب الأيسر فإنه يبدأ من قوس الأبهر. فلذلك، يختلف الوعائين في الجزء الأول من مسارهما، كما يختلفا في الطول، والاتجاه، والعلاقة مع التكوينات المجاورة لهما.
من أجل تسهيل وصف الشريانين تحت الترقوة الأيمن والأيسر، سنقسِّم كل شريان إلى ثلاثة أجزاء:
- الجزء الأول يمتد من أصل نشوء الوعاء، إلى الحافة الإنسية (الوَسَطِي) للعضلة الأخمعية الأمامية.
- والجزء الثاني يمتد وراء تلك العضلة.
- الجزء الثالث يمتد من الحافة الوحشية للعضلة نفسها، إلى الحافة الخارجية للضلع الأول من القفص الصدري، حيث يصبح اسمه بعدها الشريان الإبطي.

الجزء الأول لكل من الشريانين الأيمن والأيسر يختلف عن الآخر ويتطلب وصفا منفصلا، بينما الجزء الثاني والثالث على حد سواء فيهما من الناحية العملية.

### الجزء الأول

#### الشريان تحت الترقوة الأيمن
الجزء الأول من الشريان تحت الترقوة الأيمن ينشأ من الشريان العضدي الرأسي وراء الجزء العلوي من المفصل القصي الترقوي الأيمن، ويمر صعودا وبشكل جانبي إلى الحافة الوسطي (الإِنْسِيّة) من العضلة الأخمعية الأمامية ثم يصعد قليلا فوق الترقوة إلى مديً يتفاوت من حالة لأخرى.
وهو مغطى كالآتى من الأمام إلى الخلف: بلحافة (جلد)، فلفافة سطحية، ثم العضلات الجلدية للعنق، فلفافة عميقة، ثم الأصل الترقوي (أي مكان ابتداء العضلة من جهة الترقوة) للعضلة القصية الترقوية الخشائية ، ثم العضلة القصية اللامية، فالعضلة القصية الدرقية، ثم طبقة أخرى من اللفافة العميقة.
ويجتاز الشريان وريدين: الوريد الوداجي الداخلي والأوردة الفقرية، والعصب المبهم ، وفروع كل من العصب المبهم والأعصاب الودية إلى القلب ، وحلقة تحت الترقوة من الجذع الودي التي تطوق الشريان.
ويتجه الوريد الوداجي الخارجي باتجاه جانبي من أمام الشريان، ولكن يفصل بينهما العضلتان: القصية اللامية والقصية الدرقية.
ويفصل غشاء الجنبة (الغشاء البلوري) أسفل وخلف الشريان عن قمّة الرئة. في خلف الشريان يقع الجذع الودي، العضلة العنقية الطويلة وأول الفقرات الصدرية.
ويلتف العصب الحنجري الراجع الأيمن الذي هو أحد فروع العصب المبهم، حول الجزء السفلي والخلفي من الشريان تحت الترقوة الأيمن.

#### الشريان تحت الترقوة الأيسر
ينشأ الجزء الأول من الشريان تحت الترقوة الأيسر من قوس الأبهر، وراء الشريان السباتي الأصلي، وعلى مستوى الفقرة الصدرية الرابعة. ثم يرتفع في المنصف الأمامي العلوي لجذر العنق ثم يتقوس نحو الجانب إلى الحافة الإنسية للعضلة الأمامية الأخمعية.
العلاقة مع ما حوله:
من الأمام، يتوازى معه الأعصاب التالية : المبهم والقلب والأعصاب الحجابية، وكذلك الشريان السباتي الأصلي ، والوريد الوداجي الداخلي الأيسر، والأوردة الفقرية، والوريد العضدي الرأسي الأيسر (الوريد اللامسمى). وهو مُغطى بالعضلة القصية الدرقية والعضلة القصية اللامية والعضلة القصية الترقوية الخشائية.
من الخلف: المريء، القناة الصدرية، العصب الحنجري الراجع الأيسر، العقدة الرقبية السفلية من الجذع الودي، والعضلة الرقبية الطويلة.
وعلى مستوى أعلى منه: فإن المريء والقناة الصدرية يتمددان على جانبه الأيمن، حيث تتقوس القناة الصدرية في نهايتها فوق الشريان لترتبط مع الوريد تحت الترقوي والوريد الوداجي الداخلي.
وعلى الجانب الإِنْسِيّ له: يوجد المريء والقصبة الهوائية، والقناة الصدرية، والعصب الحنجري الراجع الأيسر.
وعلى الجانب الوحشي له: يوجد غشاء الجنبة (الغشاء البلوري) والرئة اليسرى.

### الجزء الثاني
الجزء الثاني من الشريان تحت الترقوة يكمن وراء العضلة الأخمعية الأمامية، وهذا الجزء قصير جدا، ويُشكِّل الجزء الأعلى من قوس الشريان.
وهو مغطى كالآتى من الأمام إلى الخلف: بالجلد، فلفافة سطحية، ثم العضلات الجلدية للعنق، فلفافة عميقة رقبية، ثم العضلة القصية الترقوية الخشائية، فالعضلة الأخمعية الأمامية.
على الجانب الأيمن من الرقبة تفصل العضلة الأخمعية الأمامية بين العصب الحجابي والجزء الثاني من الشريان، بينما على الجانب الأيسر فإن العصب الحجابي يعبر الجزء الأول من الشريان على مقربة من الحافة الوسطي (الإِنْسِيّة) من العضلة الأخمعية الأمامية.
وراء الشريان يوجد غشاء الجنبة (الغشاء البلوري) والعضلة الأخمعية الوسطى، أما أعلى الشريان فتقع الضفيرة العضدية للأعصاب، وأدنى الشريان يوجد غشاء الجنبة. الوريد تحت الترقوة يقع تحت وأمام الشريان تحت الترقوة، ويفصل بين الوريد والشريان: العضلة الأخمعية الأمامية.

### الجزء الثالث
الجزء الثالث من الشريان تحت الترقوة يجري لأسفل نزولا بشكل جانبي من الحافة الوحشية للعضلة الأخمعية الأمامية إلى الحافة الخارجية للضلع الأول، حيث يصبح اسمه بعده: الشريان الإبطي. هذا الجزء من الشريان هو الأكثر قرباً من السطح، ويقع في المُثَلَّث تَحْتَ التَّرْقُوَة.
وهو مغطى كالآتى من الأمام إلى الخلف: بلحافة (جلد)، فلفافة سطحية، ثم العضلات الجلدية للعنق، ثم الأعصاب فوق الترقوة، فاللفافة الرقبية العميقة.
ويجتازه الوريد الوداجي الخارجي من الجانب الإِنْسِيّ (الوسطي) ، ثم يستقبل الشِّرْيانُ الكَتِفِيُّ المُسْتَعْرِض، والشريان الرقبي المستعرض، والأوردة الوداجية الأمامية التي كثيراً ما تشكل ضفيرة أمام الشريان. وراء هذه الأوردة، ينحدر عصب تحت الترقوة أمام الشريان. الجزء الطرفي من الشريان يقع وراء وتحت الترقوة، ويجتازه الشريان الكتفي المستعرض. الوريد تحت الترقوة يقع أمام الشريان على مستوى أقل قليلا منه .
في الخلف، يتوضع الجزء الثالث من الشريان على الجذع السفلي للضفيرة العضدية، والتي تقع بينه وبين العضلة الأخمعية الوسطى. أعلاه وإلى الجانب الوحشي من الشريان، توجد الجذوع السفلي للضفيرة العضدية والعضلة الكتفية اللامية. أدناه، يستند على السطح العلوي من الضلع الأول.

### الفروع

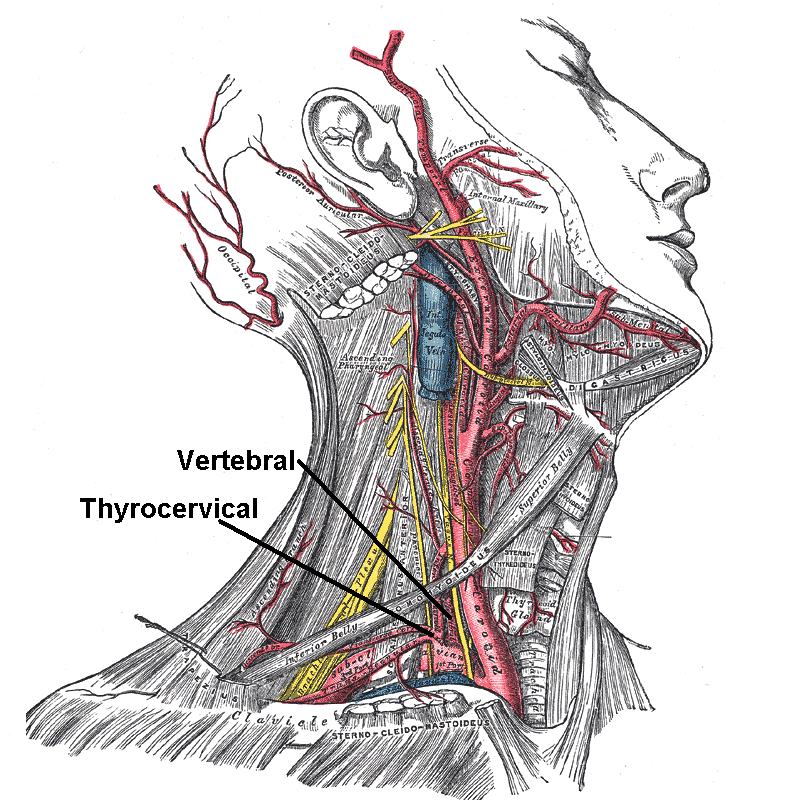
تشريح سطحي من الجانب الأيمن للرقبة، يُبين الشريانين السباتي (رأسيا باللون الأحمر) وتحت الترقوي (عرضيا باللون الأحمر-أسفل الصورة).
- فَرعَي الجذع الدرقي الرقبي thyrocervical trunk و الشريان الفقري vertebral artery مَوْسُومان بالإنجليزية على الرسم.
- فروع الشريان الصدري الداخلي (الغائر) أسفل القطعة، لذا لا تظهر على الرسم.

| أجزاء الشريان تحت الترقوي                                                              | الفـــــــــــرع        | المســــــــــار |
| -------------------------------------------------------------------------------------- | ----------------------- | --- |
| الجزء الأول من منشأ الشريان وإلى العضلة الأخمعية الأمامية                              | الشريان الفقري          | يجري في الجمجمة خلال الثقوب العرضية للفقرات العنقية، ويتفاغر مع الشريان الفقري في الجانب المقابل، ليشكلا الشريان القاعدي، ويتفاغر مع الدائرة الشريانية الدماغية. |
| الجزء الأول من منشأ الشريان وإلى العضلة الأخمعية الأمامية                              | الشريان الصدري الداخلي  | يجري لأسفل، وراء الضلوع، ويخرج منه الشُعب الوربية الأمامية، ليصل إلى الثدي وينتهي في الشريان الشرسوفي العلوي والشريان العضلي الحجابي.                             |
| الجزء الأول من منشأ الشريان وإلى العضلة الأخمعية الأمامية                              | الجذع الدرقي الرقبي     | وهو قصير جدا، وينقسم إلى الشريان الدرقي السفلي، الشريان فوق الكتف والشريان الرقبي المستعرض (ويُسمى أيضا الجذع الرقبي الظهري)                                      |
| الجزء الثاني يمتد خلف العضلة الأخمعية الأمامية                                         | الجذع الضلعي الرقبي     | ينشطر إلى الشريان الوربي الأعلى والشريان الرقبي العميق. |
| الجزء الثالث بين الحافة الوحشية للعضلة الأخمعية الأمامية، والحافة الخارجية للضلع الأول | الشريان الكتفي الظهراني | من أياً من الجزء الثاني أو الثالث. يمر إلى الوراء لتزويد العضلة الرافعة للكتف والعضلات المعينية أسفله.                                                            |

### التطور
علم الأجنة. ينشأ الشريان تحت الترقوي الأيسر في الجنين من الشريان السابع بين القطع (في الجنين)، بينما ينشأ الشريان تحت الترقوة الأيمن على الترتيب من الأقرب إلى الأبعد كما يلي:
1. قوس الأبهر
2. الشريان الأبهر الخلفي (الظهري) الأيمن (بين الشريانين الرابع والسابع بين القطع)
3. الشريان بين القطع السابع الأيمن

### التباين والإختلاف
- الشرايين تحت الترقوة تختلف في منشأها، ومسارها، والارتفاع الذي ترتفع إليه في الرقبة.
- منشأ الشريان تحت الترقوة الأيمن من الشريان العضدي الرأسي (أو الشريان اللامسمى) يحدث في بعض الحالات أعلى المفصل القصي الترقوي، وأحيانا ولكن بوتيرة أقل، أسفل ذلك المفصل. قد ينشأ الشريان من قوس الأبهر كجذع منفصل، وفي مثل هذه الحالات قد يكون إما الفرع الأول أو الثاني أو الثالث أو حتى الفرع الأخيرالمستمد من هذا الوعاء الدموي. ومع ذلك، في الأغلب يكون هو الفرع الأول أو الفرع الأخير، ولكن نادرا ما يكون الفرع الثاني أو الثالث. عندما يكون هو الفرع الأول، يحتل مركزه الطبيعي المعتاد من الشريان العضدي الرأسي. عندما يكون هو الفرع الثاني أو الثالث، فإنه يأخد مكانه المعتاد عن طريق المرور خلف الشريان السباتي الأيمن. وعندما يكون هو الفرع الأخير، فإنه ينشأ من الطرف الأيسر من القوس، ويمر بميل نحو الجانب الأيمن وراء القصبة الهوائية والمريء والشريان السباتي الأيمن في العادة، وأحيانا أخرى بين المريء والقصبة الهوائية، ليصل إلى الحد العلوي من الضلع الأول ومن هناك يتبع مجراه العادي. ينشأ الشريان في حالات نادرة جدا، من الشريان الأبهر الصدري عند مستوى الفقرة الصدرية الرابعة. في بعض الأحيان يخترق العضلة الأخمعية الأمامية ونادرا ما يمر أمامها. أحيانا يمر الوريد تحت الترقوة مع الشريان خلف العضلة الأخمعية الأمامية. الشريان قد يصعد إلى 4 سم فوق الترقوة، أو إلى أي نقطة أخرى وسيطة بين هذا الحد والحد العلوي من عظم الترقوة، والشريان تحت الترقوة الأيمن عادة ما يصعد أعلى من الشريان تحت الترقوة الأيسر.
- في بعض الأحيان يلتحم منشأ الشريان تحت الترقوي الأيسر مع الشريان السباتي الأيسر.
- الشريان تحت الترقوي الأيسر هو الأكثر غوراً عن الأيمن في الجزء الأول من مسار كليهما، وكقاعدة عامة، لا يصل ارتفاعه في الرقبة إلى مثل ارتفاع الشريان تحت الترقوي الأيمن.
- الحافة الخلفية للعضلة القصية الترقوية الخشائية تتقابل وتتوازى بشكل وثيق جدا مع الحافة الوحشية للعضلة الأخمعية الأمامية، وهكذا، فالجزء الثالث من الشريان تحت الترقوة الأكثر تناولاً في العمليات الجراحية، يكمن مباشرة على الجهة الوحشة (الطرفية) للحافة الخلفية للعضلة القصية الترقوية الخشائية.

## صور

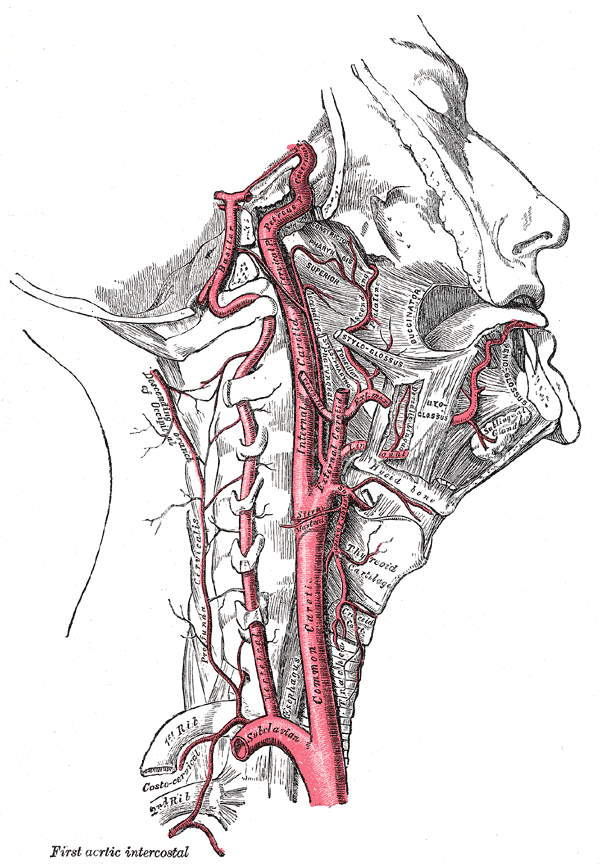
الشريان السباتي الباطن والشرايين الفقرية. صورة من الجانب الأيمن.
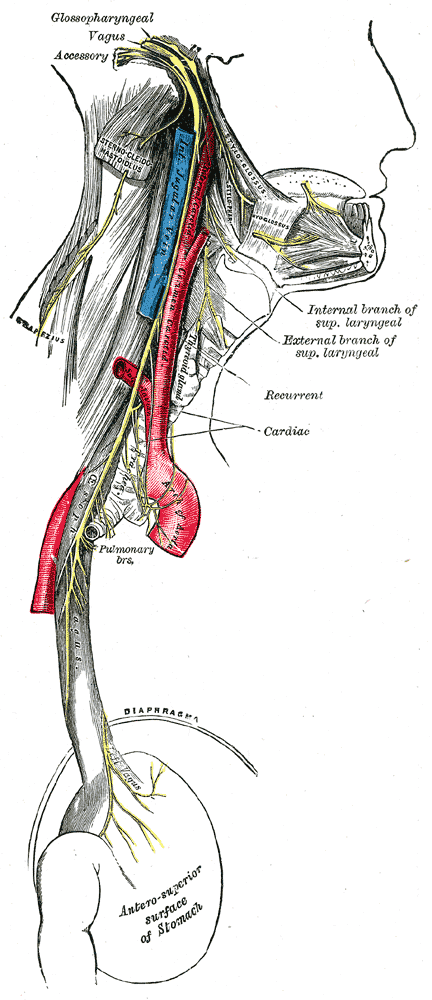
مسار وتوزيع الأعصاب لسان-بلعومية والعصب المبهم وبعض الأعصاب الإضافية.
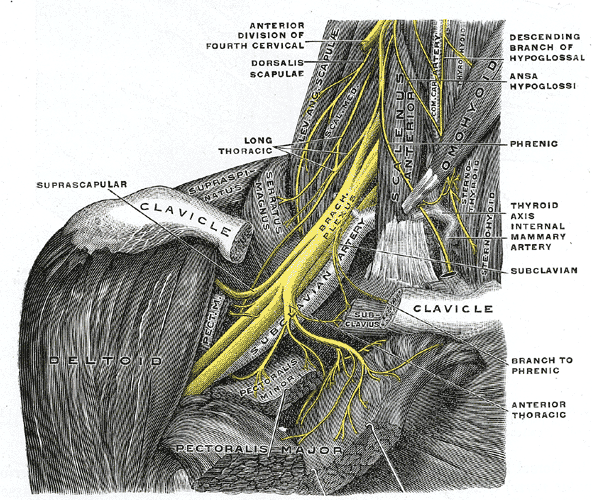
الضفيرة العضدية اليمنى مع فروعها القصيرة، صورة من أمام.
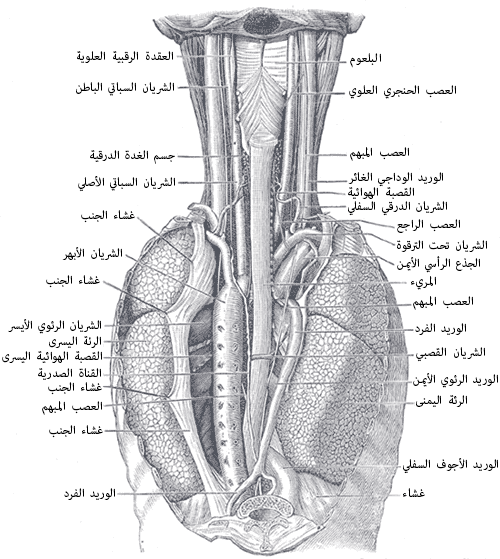
الموقع والعلاقة بين المريء في منطقة الرقبة والمنصف الخلفي. صورة من الخلف.
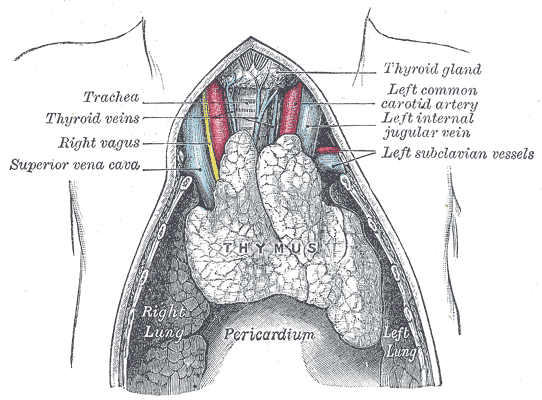
الغدة الصعترية لجنين مكتمل.
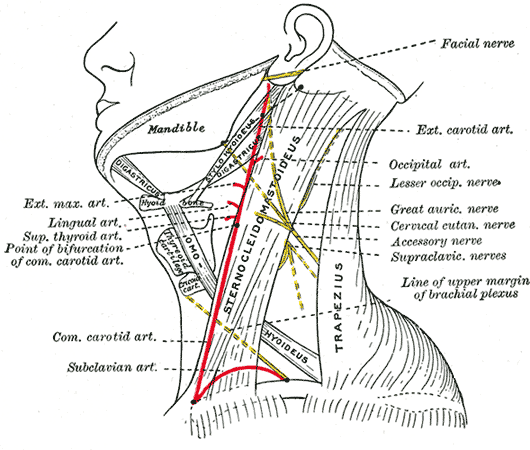
جانب من الرقبة، يبين علامات السطح الرئيسية.
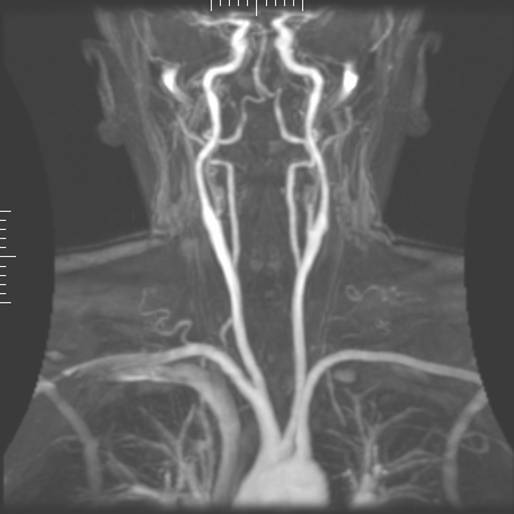
صورة بالرنين المغناطيسي للأوعية الدموية.